# Muriel Hanschell
Muriel Hanschell, född 1884, död 1971, var en barbadisk politiker.
Hon blev 1949 den första kvinna som valdes till sitt lands parlament. 